# Kombinationszange

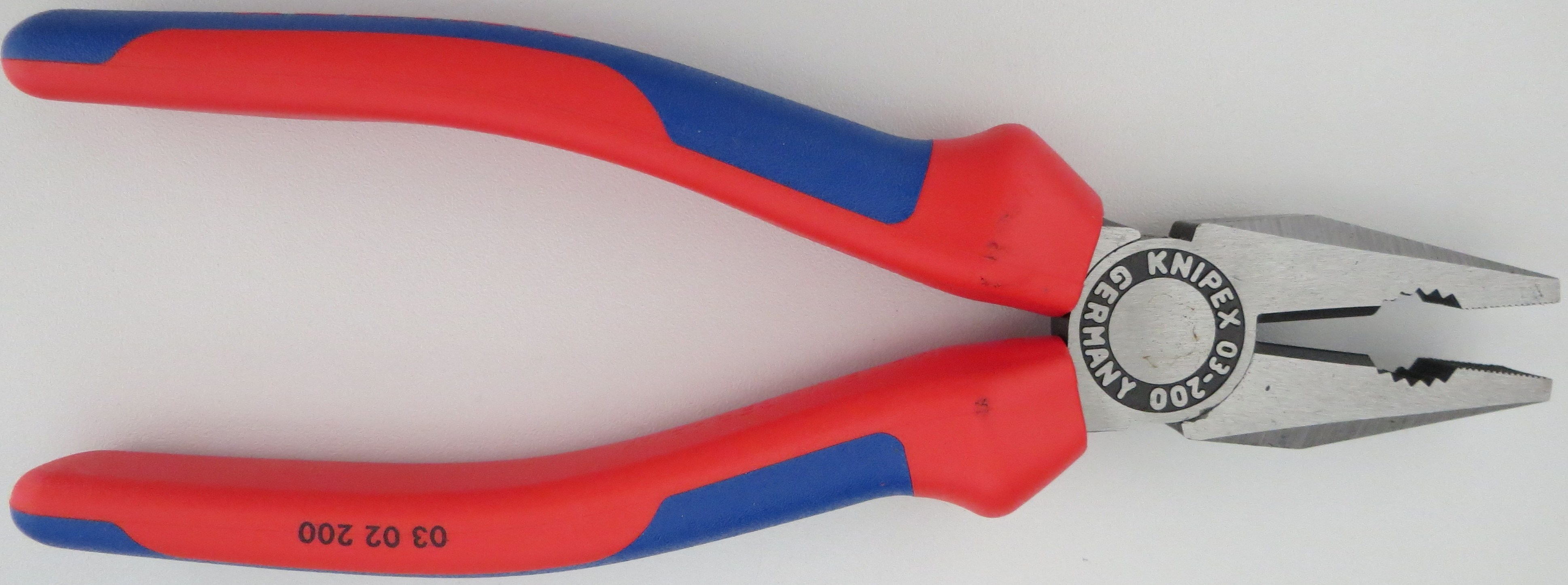
Kombinationszange mit 200 mm Gesamtlänge

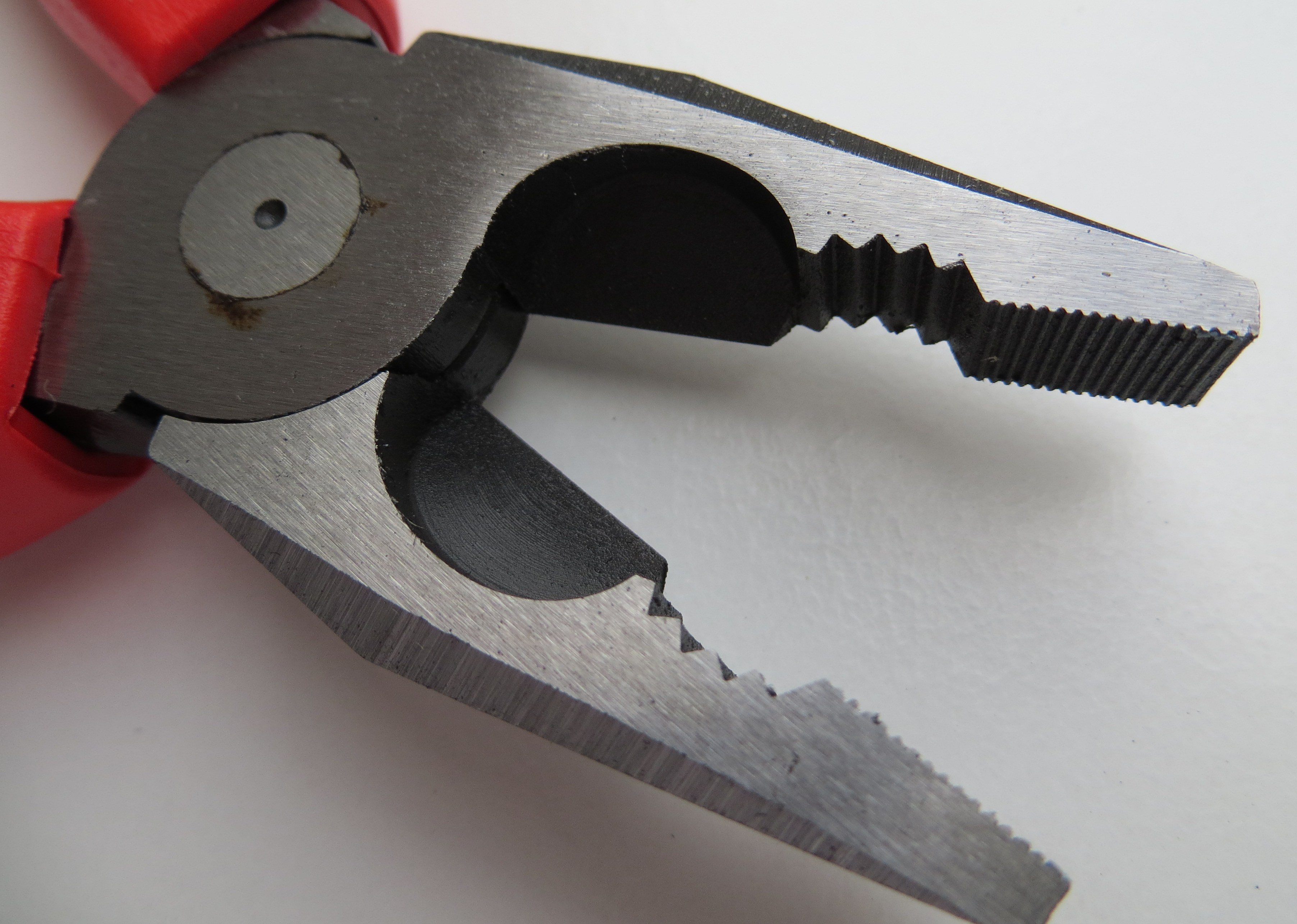
Kombinationszange im Detail

Eine Kombinationszange (kurz Kombizange) ist eine Zange, die die Funktionen mehrerer Zangenarten in sich vereinigt und damit ein Multifunktionswerkzeug ist. Sie dient zum Greifen sowie zum Abschneiden/Abzwicken von Drähten. Hierzu hat sie eine seitliche Schneide wie ein Seitenschneider, zugleich aber auch die Backen einer Flachzange und einer Rohrzange, um flache Objekte oder Schraubenköpfe festzuhalten. Insbesondere für das Greifen von Objekten mit rundem Querschnitt verfügen die Backen einer Kombinationszange über eine üblicherweise gezahnte Aussparung, die Brennerloch genannt wird (weil damit früher häufig die Gasdüsen eines Schweißbrenners gewechselt wurden). Da Kombizangen viel von Elektrikern gebraucht werden, gibt es die Zangen auch in Ausführungen mit elektrisch isolierten Griffen.
Eine Sonderform stellt die Farmerzange dar. Sie wird überwiegend beim Zaunbau verwendet und vereint Zange, Hammer, Ösenlöser/Nagelzieher und Drahtschneider.

## Normung
Die Internationale Norm DIN ISO 5746:2006-09 „Greif- und Schneidzangen; Kombinationszangen und Kabelzangen; Maße und Prüfwerte“ legt die Hauptmaße für Kombinationszangen und Kabelzangen sowie die Prüfwerte für die Zangen zur Überprüfung ihrer Funktionstauglichkeit nach ISO 5744 fest. Die allgemeinen technischen Anforderungen sind in ISO 5743 enthalten.
Die in DIN ISO 5746 dargestellten Kombinationszangen und Kabelzangen dienen nur als Beispiele und sollen nicht die Gestaltungsmöglichkeiten des Herstellers einschränken.